# کاباکوش
کاباکوش (انگلیسی: Kabakush) یک شهرک در شهرستان استرلیباشفسکی استان باشقیرستان کشور روسیه است.